# Кривая Руда (приток Хорола)
Крива́я Руда (укр. Крива Руда, в верховье Рудка — укр. Рудка) — река в Семёновском районе Полтавской области Украины. Правый приток Хорола, бассейн Днепра. Длина — 14 км. Водосбор — 105 км².

## Описание
Река Кривая Руда начинается северо-западнее пгт Семёновки (Семёновский район, Полтавская область, Украина). Течёт преимущественно на восток. Долина реки неглубока́, местами слабовыражена. Русло (речище) — шириной 2—4 м, извилистое, в верховьях пересыхает, в низовье слабовыраженное и заболоченное, сделано несколько запруд. Кривая Руда несёт свои воды по территории Семёновского района Полтавской области. На берегу расположен пгт Семёновка Семёновского района. Впадает в реку Хорол северо-восточнее села Весёлый Подол.
В низовье, на высоте 88,3 м на реке сооружён крупный одноимённый пруд.

## Этимология
Согласно версии топонимиста М. Т. Янко, лексема «укр. крива» подчёркивает извилистость русла реки, а «укр. руда» указывает на то, что исток находится в ржавом болоте. Согласно разъяснению О. С. Стрижак, этимология топонимов и гидронимов, имеющих топооснову «руд» берёт начало от слова руда или связана с производством железа.